# Zagórze (powiat zielonogórski)
Zagórze (niem. Jonasberg) – wieś w Polsce położona w województwie lubuskim, w powiecie zielonogórskim, w gminie Czerwieńsk.
W latach 1975–1998 miejscowość należała administracyjnie do województwa zielonogórskiego.